# Gesiel José de Lima
Gesiel José de Lima (født 8. december 1968) er en tidligere brasiliansk fodboldspiller.